# Tấn công cơ quan đầu não
Tấn công cơ quan đầu não là một chiến lược tấn công trong lĩnh vực quân sự. Chiến lược tấn công này nhằm loại bỏ các lãnh đạo chính trị và quân sự của quân đối phương. Chiến lược phá vỡ hoặc đánh bại kẻ thù bằng cách loại bỏ lãnh đạo quân sự và chính trị của họ đã được sử dụng trong chiến tranh từ rất lâu. Trong thời bình, việc tiến hành chiến lược tấn công này có tính chất ngăn ngừa nguy cơ chiến tranh.
Tấn công cơ quan đầu não (tiếng Việt) là thuật ngữ được sử dụng bởi Quân đội Nhân dân Việt Nam. Trong tiếng Anh, thuật ngữ tương ứng để gọi chiến lược tấn công này là Decapitation strike, nghĩa là "Đánh chặt đầu" (hay Cuộc tấn công quyết định).
Nền quân sự Trung Quốc gọi là sách lược Cầm tặc cầm vương (擒賊擒王), nghĩa là Bắt giặc bắt vua.

## Trong chiến tranh thông thường
Một số trường hợp sử dụng trong chiến tranh:
- Năm 981, Lê Hoàn đã dùng kế giết được Hầu Nhân Bảo, qua đó quân Tống hỗn loạn, quân Đại Việt chớp thời cơ tấn công.
- Cuộc xâm lược Iraq năm 2003 đã bắt đầu bằng một cuộc tấn công nhằm vào Saddam Hussein và các nhà lãnh đạo quân sự và chính trị Iraq khác.[3][4] Nhưng những cuộc không kích này đã thất bại trong việc tiêu diệt mục tiêu.[5]
- Hoa Kỳ và các đồng minh NATO tiếp tục theo đuổi chiến lược này trong nỗ lực phá vỡ các tổ chức Hồi giáo cực đoan, như Al-Qaeda và ISIL, những tổ chức đang đe dọa Tây Âu, Canada và Hoa Kỳ.[6]

Ngoài ra, thuật ngữ này được sử dụng để mô tả vụ ám sát toàn bộ nhóm lãnh đạo của chính phủ hoặc gia đình hoàng tộc của một quốc gia.
- Ngày 14 tháng 4 năm 1865: Vụ ám sát Tổng thống Abraham Lincoln của Liên minh miền Nam tiến hành bởi John Wilkes Booth.
- Ngày 1 tháng 2 năm 1908: Vua Carlos I của Bồ Đào Nha bị ám sát cùng với con trai Luís Filipe tiến hành bởi Alfredo Luís da Costa và Manuel Buiça, cả hai đều kết nối với tổ chức Carbonária.
- 17 tháng 7 năm 1918: Sa hoàng Nikolai II của Nga và Hoàng gia bị giết bởi một đội bắn Bolshevik dưới quyền chỉ huy của Yakov Yurovsky.
- Ngày 20 tháng 7 năm 1944: Claus von Stauffenberg đã cố gắng ám sát Adolf Hitler và các tư vấn viên của ông như là một phần của cuộc đảo chính quân sự rộng lớn chống lại chính phủ Đức Quốc xã.
- Trong năm 2017, để đối phó với chương trình hạt nhân của Bắc Triều Tiên, Hoa Kỳ đe dọa sẽ tiến hành một cuộc tấn công vào Bắc Triều Tiên để loại bỏ chính phủ và lãnh đạo hiện tại của họ.[7][8]

## Trong chiến tranh hạt nhân
Trong lý thuyết chiến tranh hạt nhân, chiến lược này là một cuộc tấn công Tấn công đầu tiên nhằm làm mất ổn định cấu trúc lãnh đạo quân sự và dân sự của đối phương với hy vọng rằng nó sẽ làm suy giảm nghiêm trọng hoặc phá hủy khả năng trả đũa hạt nhân. Về cơ bản nó là một tập hợp con của một cuộc tấn công phản công nhưng trong khi một cuộc tấn công phản công tìm kiếm để tiêu diệt vũ khí trực tiếp, một cuộc tấn công theo cách này được thiết kế để loại bỏ khả năng của kẻ thù sử dụng vũ khí của nó.
Các chiến lược nhằm chống lại chiến lược tấn công này bao gồm:
- Cấu trúc điều khiển và lệnh phân tán.
- Phân tán lãnh đạo chính trị và lãnh đạo quân sự trong thời gian căng thẳng.
- Giao khả năng khởi động ICBM/SLBM cho các chỉ huy địa phương trong trường hợp có cuộc tấn công.[10]
- Cơ chế điều hành phân tán và đa dạng.

Một đòn tấn công thất bại sẽ mang nguy cơ bị trả thù lớn ngay lập tức bởi đối thủ mục tiêu. Nhiều quốc gia có vũ khí hạt nhân cụ thể có kế hoạch ngăn chặn các cuộc tấn công bằng cách sử dụng khả năng Tấn công thứ hai. Các quốc gia như vậy có thể khởi động phóng đầu đạn hạt nhân trên đất liền, phóng từ biển, phóng từ không quân, và các cơ sở phóng tên lửa đạn đạo dưới lòng đất để phóng hạt nhân trên một khu vực của đất nước thù địch sẽ loại bỏ khả năng trả đũa.
Các học thuyết chiến tranh hạt nhân khác loại trừ một cách rõ ràng việc tấn công các cơ quan đối phương mà họ biết có thẩm quyền để đi đến đầu hàng.